# Lăutari

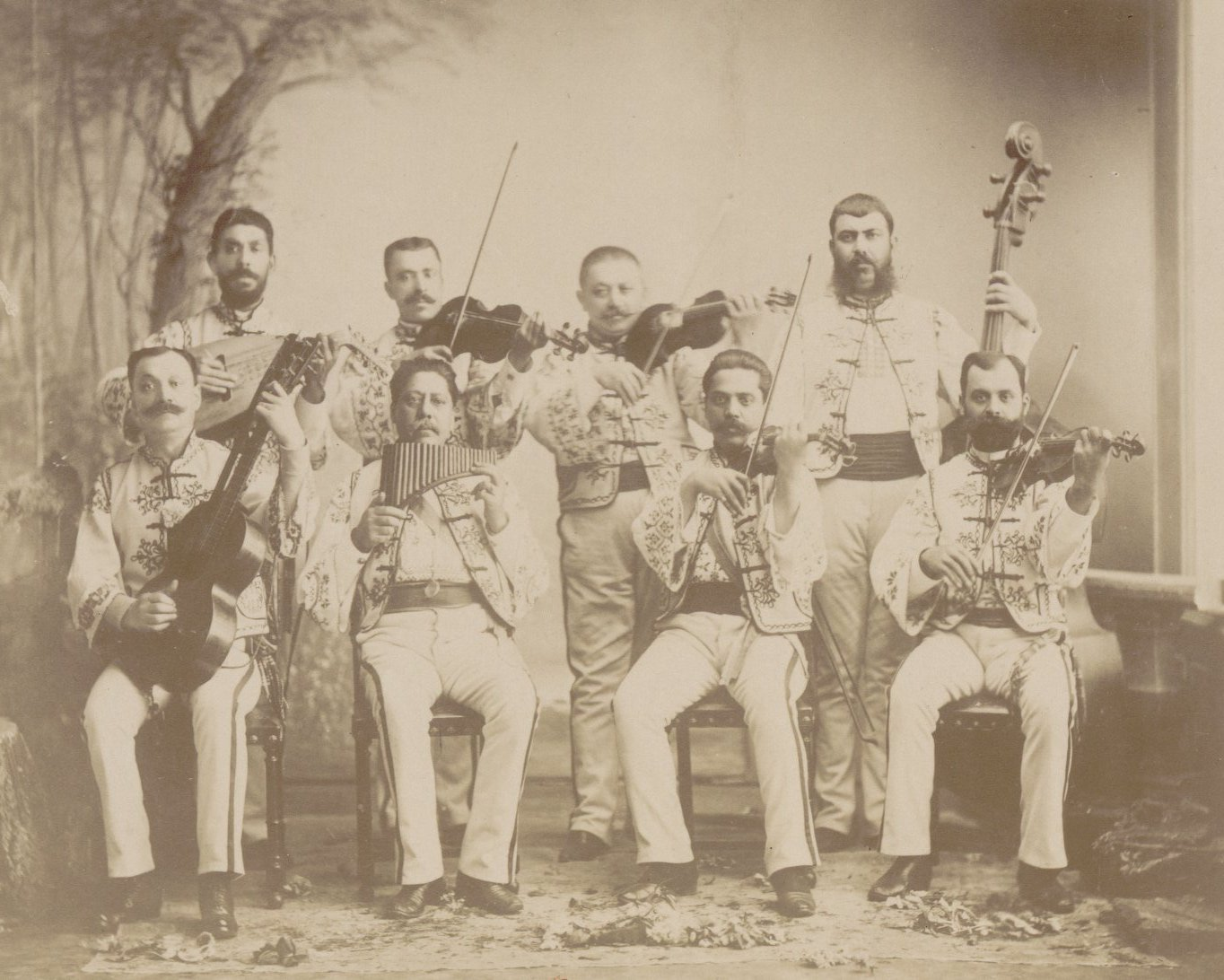
Lăutari z Rumunii, grupa Ionică Dinicu podczas wystawy światowej w Paryżu, for. Paul Nadar, 1889

Lăutari – tradycyjna nazwa zawodowych muzyków – instrumentalistów z terenu Republiki Mołdawii, Rumunii i Bukowiny północnej. Pierwotnie byli to członkowie wędrownych klanów romskich śpiewaków i instrumentalistów.

## Terminologia
Nazwa „Lăutari” pochodzi od słowa „Leuta” lub „Aleuts” – starożytna nazwa lutni. Rumuńskie słowo Lăutar (czyt. leutar) według Dicționarul Explicativ al Limbii Romane, jest utworzone z rdzenia Lauta (czyli „lutni”) oraz przyrostka -ar, wspólnego dla nazw grup zawodowych. Pierwotnie słowo Lăutar było używane tylko wyłącznie do grających członków zespołu na lutni. Od XVII w. zaczęto określać wszystkich muzyków zespołu.
Często w języku rumuńskim rozróżnia się dwa pojęcia z muzyką ludową. Tradycyjną muzykę ludową graną przez chłopów (muzică populară) od muzyki lauteriaska (muzică lăutărească) również ludowej, lecz z dużymi wpływami bizantyjsko-tureckimi, graną dawniej przez wykonawców przeważnie pochodzenia romskiego.

## Historia
Pierwsza wzmianka o lăutari pochodzi z 1558, kiedy wojewoda z Wołoszczyzny Mircea Ciobanul, podarował muzyków lăutari mołdawskiemu możnowładcy Vornic Dingă. W 1775 w Hospodarstwie Wołoskim powstał cech muzyków lăutari (lăutărească breaslă). W Kiszyniowie na pocz. XIX w. również powstał cech muzyków lăutari, a w budynku bojara Bartłomieja rezydowała orkiestra lăutari. Legendarnym mołdawskim lautarem był Barbu Lăutaru (Vasile Barbu) – kobziarz (kobza – instrument strunowy pokrewny lutni i mandolinie) z przełomu XVIII/XIX w. Węgierski kompozytor Ferenc Liszt podróżując przez Mołdawię był zachwycony talentem i repertuarem Barbu Lăutaru, który stał się inspiracją dla jego utworów. W latach 1830–1870 popularnym wykonawcą muzyki lăutari w Kiszyniowie był Iancu Perju, który pozostawił po sobie równie wybitnych następców, w tym Costache Marin i George Heraru.
Muzyka lauteriaska miała duży wpływ na twórczość wybitnych kompozytorów rumuńskich – George Enescu i Grigoraș Dinicu. Mołdawska muzyka lauteriaska była często inspiracją dla repertuaru żydowskiej muzyki ludowej – klezmerskiej, ściśle powiązanej z chasydyzmem, który narodził się na pobliskim Podolu oddzielonym od Hospodarstwa Mołdawskiego jedynie rzeką Dniestr.
Do pocz. XIX w., lăutari grywali na dworach książąt i bojarów. W XIX w., większość z tych muzyków osiadło na wsi (zniesienie niewolnictwa Romów i uwłaszczenie), gdzie szukali nowego zatrudnienia na chłopskich weselach, pogrzebach i pozostałych uroczystościach. Do XIX w. lăutari egzystowali jedynie w prowincjach długotrwale przynależnych do Imperium Osmańskiego (Dobrudża, Mołdawia, Wołoszczyzna), a brak ich było na ziemiach Królestwa Węgier (Siedmiogród, Banat). Dlatego muzyka siedmiogrodzkich Rumunów jest bardziej archaiczna bez naleciałości orientalnych, bliższa pierwowzorom pasterzy karpackich. Lăutari do Siedmiogrodu przeniknęli dopiero w II połowie XIX w.

## Muzyka lauteriaska (muzică lăutărească)
Tradycyjne zespoły lăutari są zwykle luźno zorganizowane w grupy, zwanej „taraf”, które często składają się głównie z mężczyzn z rodziny wielopokoleniowej. Każdy taraf prowadzony jest przez podstawowego solistę (primas), przeważnie skrzypka „primas”. Tradycyjnie grano ze słuchu, lecz obecnie coraz więcej lăutari ma wykształcenie muzyczne.
W rodzinach lăutari, gdzie występują wielopokoleniowe tradycje muzyczne, starają się zawierać małżeństwa w obrębie swojej grupy zawodowej, dlatego też istnieje sporo „dynastii” lăutari.
W państwowych orkiestrach lăutari, przeważają muzycy pochodzenia nieromskiego. Nazwiska wykonawców są odzwierciedleniem mieszanki etnicznej ziem rumuńskich. W Republice Mołdawii, wśród muzyków i wykonawców muzyki lauteriaski, oprócz dominujących nazwisk rumuńskich, często spotyka się nazwiska pochodzenia słowiańskiego.
Muzycy lăutari czerpali inspiracje ze wszystkich dostępnych źródeł. Mieli kontakt z muzyką cerkiewną – bizantyjską, ludową chłopską – etnicznych Rumunów, narodów panujących nad Mołdawią i Wołoszczyzną: Turków, a później Rosjan w Bessarabii oraz bezpośrednich sąsiadów: Bułgarów, Serbów, Ukraińców i Polaków. Powstały konglomerat muzyczny z często odmiennych tradycji etniczno-muzycznych miał również wpływ na muzykę ludową rumuńskich chłopów.
Improwizacja jest ważną częścią muzyki lauteriaska. Za każdym razem, muzycy improwizują interpretując ją na swój sposób. Dlatego często porównuję się muzykę lauteriaskę do jazzu.
Repertuar lăutari to m.in. hora, syrba, brâul (wysokie tempo hory), melodie pochodzenia tureckiego (geamparaua, breaza, rustemul, cadâneasca).

## Zespoły
Tradycje muzyki ludowej i zarazem lauteriaski w Republice Mołdawii kontynuują profesjonalne zespoły artystyczne:
- Ludowy Zespół Pieśni i Tańca „Fluieraș” przy Filharmonii Narodowej w Kiszyniowie (Ansamblul de cîntece și dansuri populare „Fluieraș”)[7];
- Orkiestra Muzyki Ludowej „Folclor” z Kiszyniowa (Orchestra de muzică populară „Folclor”)[8];
- Orkiestra „Mărțișor” z Kiszyniowa (Orchestra „Mărțișor”)[9];
- Orkiestra Muzyki Ludowej „Mugurel” z Kiszyniowa (Orchestra de muzică populară „Mugurel”)[10];
- Narodowa Orkiestra Muzyki Ludowej „Lăutari” z Kiszyniowa pod batutą Nicolae Botgrosa (Orchestra națională de muzică populară „Lăutarii” din Chișinău)[11];
- Orkiestra Muzyki Ludowej „Veselia” z Kiszyniowa (Orchestra de muzică populară „Veselia”)[12];
- Orkiestra Braci Advahovów z Kiszyniowa (Orchestra Fraților Advahov)[13].

W Rumunii jedne z najbardziej znanych z zespołów muzycznych nawiązujące do tradycji lăutari, składające się tradycyjnie z Romów to:
- Taraf de Haïdouks (rum. Taraful Haiducilor) z Clejani k. Bukaresztu;
- Fanfare Ciocărlia (orkiestra dęta) z Zece Prăjini k. Jass.

## Instrumenty
- fletnia Pana („muscal”, lub „nai” wyrazy rumuńskie pochodzenia tureckiego). Dawniej jeden z podstawowych instrumentów lăutari obecnie rzadko stosowane;
- skrzypce – zawsze popularne wśród lăutari;
- wiolonczela – w profesjonalnych zespołach;
- kontrabas – mniej ważny dla zespołu, ponieważ nie pozwala na wirtuozerską grę „mărunt”;
- kobza – instrument podobny do lutni, zbliżony do ukraińskiej kobzy. Coraz rzadziej używana, przeważnie w reprezentacyjnych państwowych orkiestrach ludowych;
- cymbały – zastąpiły kobzę, bo mają więcej możliwości technicznych;
- akordeon – obecnie bardzo popularny;
- klarnet – używany szczególnie w środowisku miejskim;
- instrumenty dęte blaszane – wpływ austriacki.